# 파라디시오
파라디시오(Paradisio)는 벨기에의 유로댄스 그룹이다. 노래 "Bailando"로 잘 알려져 있다.